# Zmiany granic miast w Polsce w 2013
Zmiany granic miast w 2013 roku – zmiany granic administracyjnych miast w Polsce, które nastąpiły 1 stycznia 2013 r. na podstawie rozporządzenia Rady Ministrów z 31 lipca 2012 r.
| Miasto (województwo)                                | Powierzchnia przed zmianą | Powierzchnia po zmianie | Włączany/wyłączany obszar                               | Włączona/wyłączona powierzchnia |
| --------------------------------------------------- | ------------------------- | ----------------------- | ------------------------------------------------------- | ------------------------------- |
| Ciechanowiec (województwo podlaskie)                | 26,01 km²                 | 19,53 km²               | Ciechanowczyk                                           | 6,48 km²                        |
| Kraków (województwo małopolskie)                    | 326,80 km²                | 326,85 km²              | południowe skrawki Zastowa                              | 0,05 km²                        |
| Sępólno Krajeńskie (województwo kujawsko-pomorskie) | 5,82 km²                  | 6,55 km²                | części: Niechorza, Świdwi i Wiśniewki                   | 0,73 km²                        |
| Strzelce Krajeńskie (województwo lubuskie)          | 4,94 km²                  | 5,54 km²                | części: Brzozy, Lichenia i Sławna                       | 0,60 km²                        |
| Tychowo (województwo zachodniopomorskie)            | 4,1 km²                   | 3,96 km²                | korekta granic pomiędzy miastem Tychowo a gminą Tychowo | 0,14 km²                        |
| Żarów (województwo dolnośląskie)                    | 5,28 km²                  | 6,16 km²                | południowa część Mrowin                                 | 0,88 km²                        |